# 阪急バス豊能営業所
阪急バス豊能営業所 (はんきゅうバス とよのえいぎょうしょ) は、大阪府豊能郡豊能町希望ヶ丘にある阪急バスの営業所。
最寄りの停留所は「希望ヶ丘東」で、所属車両に付される略号は「豊」。

## 概要
1989年5月に茨木営業所が新設した北大阪ネオポリス線の増便に対応すべく、1990年3月9日に同営業所の出張所的役割をもって開設した。
なお、運行管理業務は1999年10月9日から阪急田園バスに委託していたが、2019年7月1日に同社との合併により直営化。
北大阪ネオポリスと通称される豊能町希望ヶ丘地区を初めとして、豊能町や茨木市北部、箕面市北部といった山間部へ向けた路線を受け持つ。
また、2007年5月からは箕面有料道路を経て新興住宅地の箕面森町への輸送を受け持つようになった。箕面森町方面への輸送を受け持つ車両は、同地区内に新設された箕面森町出張所に駐在する。

## 現行路線
豊能営業所は北大阪ネオポリス線・忍頂寺車作線・北摂霊園線を、箕面森町出張所は箕面森町線・豊能西線を担当する。
山間路線のため運賃は原則対キロ区間制運賃を適用しているが、箕面萱野駅や茨木市駅・茨木駅付近など都市部においては特殊区間制運賃となる。

### 北大阪ネオポリス線
北摂の主要駅である箕面萱野駅や阪急池田駅から、箕面市東・北部、茨木市北部および豊能町の住宅団地である北大阪ネオポリスならびに町役場の最寄り停留所となる余野の3市1町を跨ぐ全長約20km以上に及ぶ長大な住宅団地輸送路線である。
箕面萱野駅発着が基本だが、運行エリアが多岐かつ広範囲に渡ることから、阪急池田駅及びJR茨木駅・阪急茨木市駅へと向かうため、途中の「余野」や「千提寺口」停留所で乗り継ぎを行う乗客も多い。
山岳区間では冬場に積雪や道路の凍結による交通障害が発生することが多く、タイヤチェーン装着による運行が多い。積雪が20cmを越える場合には運休することもあるが、天災や崩落事故などによる道路の規制や封鎖時においても、広域的に迂回を行うなどの方策を柔軟に執っている。
前述の通り、1989年5月24日に茨木営業所によって25・26系統が開設されたことが始まり。1994年に勝尾寺・高山経由の27系統を、1997年12月に粟生団地を経由する28系統を新設。以降、朝夕ラッシュ時は希望ヶ丘輸送を重視して25系統を、昼間には28系統を中心に運行していた。
2016年6月6日に開設後初となる大改正が行われ、ほとんどの便で粟生間谷西四丁目 - 泉原間のルートが彩都トンネル・彩都西駅・大阪府道1号茨木摂津線・茨木市道佐保26号経由に変更された。経路変更を求める声が住民から根強く出ていた箕面有料道路・止々呂美地区経由便についても朝夕のラッシュ時の一部のみであるが実現。また、土曜ダイヤと日祝日ダイヤの統合が行われ、土休日ダイヤに一本化された。25系統は平日に3便のみとなり、同系統の希望ヶ丘四丁目 - 余野の区間便や27・28系統は廃止された。
2017年6月1日には、粟生団地を経由する便が増便された。
運行開始以降、池田駅発着の系統を除き長らく千里中央発着であったが、北大阪急行延伸による2024年3月23日改正で全便箕面萱野駅発着に短縮され、同時にそれまで当路線の区間便として朝夕に運行されていた彩都粟生南経由彩都西駅発着の区間便を茨木営業所担当の彩都線へ移管、一部便にて実施されていた外院 - 粟生間谷西四丁目で粟生団地への立ち寄りの取りやめといった再編がなされた。
区間便についてはネオポリス線として運行されていた時期はラッシュ時のみの運行であったが、編入後は日中にも運行されている。以上の経緯もあり、再編当初は彩都線23系統についても日中の3往復のみ豊能営業所の担当便があった。
箕面萱野駅では2-Bのりばから、彩都西駅では箕面萱野駅行きが1・余野行きが3のりばから発車。
- 24系統：箕面萱野駅 - 白島 - 青松園前 - 粟生間谷西四丁目 - 彩都粟生南(七丁目 - 六丁目 - 五丁目) - 彩都西駅 - 彩都あかね3 - 泉原 - 千提寺口 - 上音羽 - 希望ヶ丘(四丁目 - 三丁目 - 二丁目) - 余野（東能勢中）
  - 彩都線23系統とともに彩都西駅・彩都粟生南地区へのアクセスも担う。
  - 北急延伸による再編以前は24の系統番号は千里中央 - 白島間で急行運転を行わず各停留所に停車する便[注 10]に充てられており、廃止直前時点では土休日1往復のみの運行で、千里中央 → 希望ヶ丘二丁目が朝に、余野 → 千里中央が夜に設定されていた。
  - 朝昼夜に数往復ずつ運行されるが、萱野駅行きのうち最終の2本は希望ヶ丘二丁目が始発となっている。

- 27系統：箕面萱野駅 - 白島 - 止々呂美南 - 中止々呂美 - 余野（東能勢中） - 希望ヶ丘(二丁目 - 三丁目- 四丁目)
  - 白島 - 止々呂美南間を箕面有料道路経由で無停車とした箕面萱野駅 - 希望ヶ丘間の速達系統。
  - 毎日朝に箕面萱野駅行き、平日夕方に希望ヶ丘行きが2本ずつ運行される。

#### 東能勢線
池田駅を発着する系統で、時刻表や系統路線図では北大阪ネオポリス線のほか上記の「東能勢線」という路線名でも掲載されている。
阪急池田駅方面は、西本町から降車専用停留所の「栄町」を経由してから阪急池田駅に向かうが、朝ラッシュ時とがんがら火祭り開催時間帯は経由しない。経由しない便は、側面に「直行」と表示される。
なお、同じく同駅を発着する東能勢線伏尾台系統（現・伏尾台線）は、2024年3月23日の改正時に石橋営業所へ移管された。
阪急池田駅では2のりばから発車。
- 26系統：阪急池田駅 - 吉田橋 - 久安寺 - 中止々呂美 - 余野（東能勢中） - 希望ヶ丘(二丁目 - 三丁目 - 四丁目)
  - 25系統と同時に開設。1997年12月22日の改正で136系統と統合され、伏尾台営業所から移管された。
  - 希望ヶ丘 - 池田間を乗り換えなしで結ぶ直行便として、長らく朝に池田行き1本、夜に希望ヶ丘行き1本のみが運行されていたが、2011年12月10日のダイヤ改正で、東能勢線旧136系統の一部が振り替えられ、日中にも2時間に1本が運行されるようになった[注 11][8]。

### 忍頂寺車作線
茨木市街地から、同市北部や豊能町東部の山間部へと向かう路線。茨木営業所と共同管轄。前述の北大阪ネオポリス線とともに茨木市北部住民の足となっている。地元で設立された京阪自動車の路線として開設、その後阪急バスに譲渡された。
かつては忍頂寺線及び車作線と独立した路線であったが、現在は当路線の忍頂寺系統あるいは車作系統という扱いになっている。

#### 忍頂寺系統
茨木市北西部や豊能町東部の山間部へと向かう系統。
1997年12月から2015年3月までは途中の忍頂寺で系統を分割していた。このため、茨木 - 忍頂寺間の81系統と忍頂寺 - 余野間の138・139系統は相互接続路線に指定され、所定の乗車方法を用いると茨木 - 余野間を通し運賃で利用できた。この乗り継ぎは北大阪ネオポリス線の乗客も対象であった。
- 81系統：阪急茨木市駅（西口） - JR茨木駅 - 春日 - 中河原南口 - 福井 - 上福井 - 彩都あかね - 馬場 - 泉原 - 千提寺口 - 忍頂寺 - 千提寺口 - 上音羽 - 希望ヶ丘東（豊能営業所） ← 福田 ← 余野（東能勢中）
  - 豊能営業所の入出庫系統として2往復運行されている。この内、朝の茨木市駅行き1本が余野始発となっているが、希望ヶ丘内へ入らずに福田を経由する唯一の便となっている。
  - 同系統の中河原南口及び忍頂寺発着便は、茨木営業所が担当している。
  - 忍頂寺小学校の平日の登校日のみ、彩都あかね3[注 12] → 千提寺口が朝に1本設定されている。
  - 希望ヶ丘東発着は忍頂寺の前後で千提寺口を計2回経由する。ただし1回目と2回目では発着するのりばが異なる。

#### 銭原系統
前述の忍頂寺から銭原方面への乗り継ぎ便として設定されていた当時は全便忍頂寺発着であり、81系統の一部が銭原経由で余野まで直通するようになったことで一度廃止された。約9年後の2024年3月23日改正で81系統の茨木市駅 - 銭原方面直通が廃止された代わりに、当系統が起点を彩都西駅に延長の上再設定された。しかしながら利用低迷により翌2025年4月20日をもって廃止され、スクールバスが1本のみ運行されている。
- 139系統：忍頂寺 - 銭原
  - 忍頂寺小学校の平日の登校日のみ銭原発が朝に、忍頂寺発が夕方に各1本運行される。

#### 車作系統
茨木市街地から「ダンプ街道」と呼ばれる大阪府道46号を経由して、茨木市北東部の車作集落方面へと向かう系統。
山岳区間は対面通行で道路幅も狭いため、大型車がバスの通行を優先する取り決めがあった。
古くは車作からさらに先の竜仙峡や京都府亀岡市の南掛地区まで路線が延びていたが、乗客の減少や沿線にある安威川ダムの工事で府道46号の架け替えが行われたため、2007年7月1日以降は現在の車作発着に短縮されている。
2025年に開設された、ダムパークいばきた前行きの区間便（88系統）は茨木営業所が担当している。
- 89系統：阪急茨木市駅（西口） - 三咲町 - 耳原 - 安威南口 - 安威 - 桑原橋 - ダムパークいばきた前 - 車作 - 忍頂寺 - 千提寺口
  - 茨木市駅 - 車作の運行が基本だが、平日の茨木市駅発の朝1本のみ、車作から忍頂寺を経由して千提寺口まで直通運行される。
  - 茨木市駅 - 車作の平日2往復・土休日1往復は、茨木営業所が担当。
  - 千提寺口 → 車作の区間便が、平日昼間に2本[注 13]設定されている。車作で茨木市駅行きに連絡している。
  - 沿線小学校登校日の夕方に、安威南口 → 車作が1本運行される。車作で後述の90系統に連絡している。
  - 茨木市駅 - 美咲町間は、車作方面が竹橋町 → 田中経由、茨木市駅行きが中央図書館前経由となっている。

- 90系統：車作 → 忍頂寺 → 千提寺口 → 上音羽
  - 2001年より、沿線小学校児童の通学向けバスとして、従来の89系統を延長させた系統。学校登校日の夕方に1本のみ運行。開設当初は平日毎日運行されていた。
  - 茨木市内には郡山団地方面に同じ系統番号があるが、本系統とは無関係である。

### 北摂霊園線
北千里・千里中央・箕面萱野の各駅から大阪北摂霊園へと向かう路線。
2009年4月29日には従来の粟生団地線54系統を廃止するとともに、北千里・千里中央 - 粟生団地間を特急化した29系統を新設し速達化を図った。
2024年3月23日の改正時に、箕面萱野駅を経由するルートに変更された。千里中央から萱野方面へ向かう殆どの路線が改正時に同駅への乗り入れを取りやめたのに対し、この系統に限っては、同駅乗り入れを維持している。また、粟生団地・奥経由から粟生間谷西四丁目経由へのルート変更も同時に実施された。この時、箕面萱野駅から勝尾寺への直行便も新設された。
上記の通り粟生団地線54系統から置き換えられたという経緯もあり長らく粟生団地線の「北摂霊園系統」として運行されていたが、茨木営業所管轄の同路線各系統とは全く運行形態の異なる事実上の別路線となっていた。北急延伸を受けた系統再編時にもこの状態は変わらなかったが、2024年10月1日より個別の路線名が与えられ粟生団地線から独立した。
2025年4月21日改正で、勝尾寺への利用者による混雑対策のため、往路のみ勝尾寺を経由せず箕面トンネルを通過して高山から北摂霊園へ向かう28系統に変更。これにより北千里駅・千里中央駅からは勝尾寺へ直接バスでアクセスすることが不可能となった。一方で勝尾寺系統が大幅に増発された。
正月三が日には勝尾寺への初詣客により周辺の道路で渋滞が発生するため、その回避策として迂回運行を行っている。
2024年10月1日実施の運賃改定により勝尾寺停留所で乗降する場合に限り、京都市交通局の観光特急が活用した国交省の制度（特殊割増）を適用し運賃が大幅に引き上げられている。

#### 北摂霊園発着
阪急北千里駅 - 高山・粟生間谷西四丁目間は特急運転で、途中千里中央・箕面萱野駅のみ停車する。千里中央・箕面萱野駅では北摂霊園方面行きは乗車のみ、阪急北千里駅行きは降車のみ扱う。よって阪急北千里駅 - 箕面萱野駅間のみの利用はできない。
北摂霊園内は霊園事務所前 → 霊園五区 → 霊園十区（29系統はここから） → モニュメント前 → 霊園北口 → 八天の森 → 霊園八区 → 霊園七区 → 霊園六区（28系統はここまで） → 霊園五区 → 霊園事務所前の順に停車する。2025年以降、霊園を完全に循環する便は存在せず、駅発は霊園六区まで、駅行きは霊園十区発となっている。
阪急北千里駅では5のりば、千里中央では4-Aのりば、箕面萱野駅では6-Bのりばから発車。
平日は3往復、土休日は6往復運行。
- 28系統：阪急北千里駅 → 千里中央 → 箕面萱野駅 → 高山 → 北摂霊園
- 29系統：北摂霊園 → 勝尾寺 → 粟生間谷西四丁目 → 箕面萱野駅 → 千里中央 → 阪急北千里駅

#### 勝尾寺系統
途中無停車の直行便。
設定当初は「当面の間」の運行とし本数も平日2往復・土休日4往復のみであったが、勝尾寺への利用者が増加したことで2025年4月21日改正で運行本数が大幅に増加し平日昼間30分間隔・土休日昼間20〜30分間隔での設定となっている。「勝尾寺系統」という系統名が付いたのもこの改正時からである。
箕面萱野駅では8のりばから発車。
- 30系統：箕面萱野駅 - 勝尾寺

### 箕面森町線
2007年秋に街開きした「箕面森町」の住民向けとして、同年5月に開業した箕面有料道路を介して駅と結ぶ路線。
箕面萱野駅から先、箕面有料道路を経由して箕面市止々呂美地内に入り、国道423号（旧府道豊能池田線）のバイパスを通ってバイパスの北端の中止々呂美から箕面森町へと入っていく。
街開きに先んじて2006年9月に大阪府がバス輸送事業者の公募を実施し、同年11月29日に阪急バスが選ばれた。この時点では運行本数を毎時2 - 3本、一日あたり40本ほど運行するという計画が発表されていた。
2007年10月1日にその約半分の17往復で暫定運行を開始し、2008年3月20日のダイヤ改正以降はほぼ想定通りの水準まで増便している。この改正時には「とどろみの森学園前」停留所が新設されている。さらに2010年3月20日のダイヤ改正では、箕面森町街区内への路線延伸・停留所新設および早朝5時台の始発便の繰り上げ、土曜ダイヤと休日ダイヤの統合などが行われた。
その後も本数を増やし続け、2020年4月4日のダイヤ改正では、平日朝ラッシュ時の千里中央行きの増発、同時間帯の近隣公園前発の一部便に地区センターを経由しない直行便の新設、森町中三丁目 - 森町里山住宅口間に「里山そらテラス」停留所の新設が実施された。同停留所は日中の4往復のみ経由する。
2022年2月15日に、箕面森町近隣公園前の停留所名が「森町中央公園」に変更された。
ネオポリス線同様、北急延伸時に発着地を千里中央から箕面萱野駅に変更。彩都方面の路線とは異なり、モノレールとの連絡停留所は失われた。
箕面萱野駅では6-Aのりばから発車。
- 1系統：箕面萱野駅 - 白島 - 止々呂美南 - 中止々呂美 - とどろみの森学園前 - 箕面森町地区センター - 森町中三丁目 - 森町中央公園
  - 箕面森町地区センター発着便、同停留所を経由しない直行便、里山そらテラスを経由する便もそれぞれ設定されている。
  - 箕面萱野駅発のうち最終の平日23時台2本と土休日1本は、通常の2倍の運賃が必要となる「深夜バス」として運行される。

### 豊能西線
2012年12月10日改正で、前日付で廃止の能勢営業所から移管された路線の一つ。路線自体は2011年12月10日より運行されている。東ときわ台線と新光風台線を統合し、箕面森町地区へ接続するよう再編された。
本路線の新設により光風台駅との接続が主体となった。唯一の妙見口駅発着便となった7系統は、同線の新設後は平日朝ラッシュ時のみの運行となったが、豊能町の交通再編計画に基づき、2022年7月1日の改正で廃止された。
下記経路中の「新光風台」は往路・復路ともに光風台駅 → 二丁目 → シートス前 → 自治会館前 → 四丁目 → 五丁目 → 光風台小学校前 → 光風台駅の順に経由する。
- 2系統：箕面森町地区センター → 東ときわ台(七丁目 → 二丁目 → 五丁目 → 九丁目 → 七丁目) → 光風台六丁目二号公園 → 光風台駅 → 新光風台 → 光風台駅
  - 同線の基本となる系統。ほとんどの便は、「途中から下記のいずれかの系統に変更」または「始発停留所から東ときわ台内までは、下記のいずれかの系統として運行」という運行形態になっている。
  - 箕面森町出張所からの出庫回送の都合により、早朝に支所前始発が2本設定されている。

- 3系統：＜→2系統から直通＞光風台駅→ 新光風台 → 光風台駅 → 光風台六丁目二号公園 → 支所前＜→2系統に変更して東ときわ台 → 光風台駅へ＞
  - 2系統の光風台六丁目二号公園 → 光風台駅間の逆方向の系統の一つ。支所前からは2系統に変更された上でそのまま続行で運行するため、同系統単独での運行は設定されていない。
  - 箕面森町出張所からの出庫回送の都合により、新光風台二丁目始発が平日の早朝に1本設定されている。
  - 同様の理由により、光風台駅始発 → 支所前方面が朝夕の一部に設定されている。

- 4系統：光風台駅 → 新光風台 → 光風台駅 → 光風台六丁目二号公園 → 支所前 → 東ときわ台(二丁目 → 五丁目 → 九丁目) → 箕面森町地区センター
  - 2系統の逆回り系統。光風台駅 → 新光風台二丁目間は、(3または9系統 →)2系統として運行される。最終3本は、箕面森町出張所への入庫系統も兼ねているため、東ときわ台九丁目で終点となっている。

#### 箕面萱野駅発着
前述の再編計画に基づき、2022年7月1日の改正時に新設。朝・夕方に、それぞれ平日2往復・土休日1往復運行。2024年3月23日の改正時に、千里中央発着から箕面萱野駅発着に短縮された。
箕面森町の「第三工区」内を通る市道を経由するため、白島 - 箕面森町西間、箕面森町西 - 東ときわ台間は無停車となっている。新設当初は白島を通過していた。
箕面萱野駅では6-Bのりばから発車。
- 9系統：箕面萱野駅 → 白島 → 箕面森町西 → 東ときわ台七丁目＜→2系統に変更して東ときわ台循環 → 光風台駅へ、さらに4系統に変更して新光風台循環 → 光風台駅 → 東ときわ台循環 → 箕面森町地区センターへ＞
- 9系統：＜→2系統から直通＞光風台駅 → 新光風台 → 光風台駅 → 光風台六丁目二号公園 → 支所前 → 東ときわ台(二丁目 → 五丁目 → 九丁目) → 箕面森町西 → 白島 → 箕面萱野駅

## 過去の主な担当路線

### 妙見口能勢線
能勢営業所からの移管路線の一つ。京都交通（現・京阪京都交通）が運行していた吉川線・森上線・野間線が2003年6月末に廃止されたのを受け、能勢町東郷・歌垣地区の公共交通機関確保のため、運行に係る経費を能勢町が一部補助することにより、翌7月1日から運行を開始した。2011年12月10日のダイヤ改正で、箕面森町地区センターへの乗り入れを開始した。
継承後の運行ルートと本数は多少異なるが、旧吉川線（吉川 - 本梅車庫前間）の奥田橋以南と森上線（吉川 - 今西間）で、メインの循環系統は妙見口駅（旧吉川停留所）から国道477号を走行し、倉垣からは府道732号と106号回りで奥山内・奥田橋まで向かい、奥田橋からは再び国道477号から妙見口駅まで戻るルートとなっており、1日8便運行されていた。
2024年3月29日の運行を最後に廃止。能勢町による路線維持費補助の見直しにより、2024年4月からは定時定路線型の乗合タクシーへ移行。
- 5系統：妙見口駅 - ケーブル前
  - 3月16日 - 11月末の日曜・祝日と1月1日 - 3日に運行。2023年秋季は、妙見の森ケーブル・リフトの廃止によって、11月25日（土曜日）・12月2月（土曜日）および12月3日（日曜日）にも臨時運行された（運行ダイヤはA期間ダイヤ）。ケーブル・リフトと同日をもって廃止。

- 6系統：妙見口駅 - ケーブル前 - 黒川ダリヤ園
  - 黒川ダリヤ園開園期間の日曜・祝日のみの運行だったが2023年に廃止された。

- 8系統：箕面森町地区センター →支所前 → 妙見口駅 → ケーブル前 → 本滝口 → 倉垣 → 奥山内 → 奥田橋 → 倉垣 → 本滝口 → ケーブル前 → 妙見口駅 → 支所前 → 箕面森町地区センター
  - 2021年4月1日のダイヤ改正[17]で新設され。合わせて、当路線の土休日の定期運行が廃止された。
  - 箕面森町地区センター発の便は2回目の妙見口駅で運転打ち切り。箕面森町地区センター行きの便は妙見口駅始発便の一部のみで、起点・終点共に妙見口駅の便も存在した。

### 豊能町内線
別名「豊能町巡回バス」で、豊能営業所管内では唯一だったコミュニティバス路線。2007年秋には試験運行、2008年春の本格的な運行開始を目指していたが、町との調整が遅れたため、2008年6月から運行が始まった。
豊能町が阪急バスに運行を依頼し、1996年5月2日にマイクロバスにより貸切運行された「豊能町公共施設巡回バス」がルーツである。この頃は茨木営業所の貸切部門が担当していたが、2002年5月に一般乗合路線「豊能町内線」となり、この際に豊能営業所に管轄が移された。この移管の際に、老人福祉センター「永寿荘」送迎便が「東地区巡回バス」となり、従来の「東西巡回バス」も経路変更等が行われた。
また2005年には豊能町立高山小学校閉校による高山地区通学系統や西地区巡回バスが開設して、現在に至る。箕面森町内に止々呂美 - 東ときわ台の新道が開通したため、東西巡回バスの経路はこの新道経由に変更された。
なお、同線は2015年4月1日に、ときわ台駅 - 箕面森町地区センター - 中止々呂美 - 箕面病院に経路変更の上、「豊能町リレー便」として運行開始されたが、町の再編計画の都合により、2022年6月30日の運行を最後に廃止された。
- 東西地区巡回：阪急バス豊能営業所前 - 希望ヶ丘 - 余野 - 野間峠 - 妙見口駅 - 豊悠プラザ - 支所前 - ときわ台駅 - 支所前 - 光風台 - 光風台駅 - シートス
  - 東地区と西地区を結ぶ路線だが、実際は東地区 - 妙見口駅と西地区内での乗車しかない。

- 東地区巡回：永寿荘 → 余野 → 牧 → 寺田公民館 → 湯谷口 → 希望ヶ丘 → 福田 → 永寿荘 → 余野 → 高山 → 中ノ谷 → 余野 → 永寿荘

- 東地区巡回：高山 → 余野・中央公民館前
  - 途中ノンストップ。高山地区通学バス。

- 西地区巡回：光風台駅 → シートス → 新光風台 → 光風台駅 → 光風台 → 支所前 → 東ときわ台 → 支所前 → ときわ台駅 → 支所前 → 妙見口駅 → 豊悠プラザ → 支所前 → 光風台 → 光風台駅 → シートス

## 車両
2020年6月現在、豊能営業所には20台、箕面森町出張所には17台の配置があり、大型4メーカー（三菱ふそう・日野・いすゞ・日産ディーゼル）が揃う。長時間乗車になる路線環境を考慮し、2人掛けシートが多い車両も導入されている。
箕面森町出張所には、大型車で箕面森町線向けの日産ディーゼル・スペースランナーRAや三菱ふそう・エアロスター、関西大倉高等学校のスクールバスの予備車だった日野・ブルーリボンⅡが配置されている。また、豊能西線向けに日野・レインボーや三菱ふそう・エアロミディなどが配置されている。以前は、豊能町巡回バス向けの三菱ふそう・ローザが配置されていた。